# Spank Rock
Spank Rock è un gruppo musicale hip hop statunitense composto dal rapper Naeem Juwan (MC Spank Rock) e dal produttore Alex Epton (XXXChange)
Il gruppo inizia esibendosi nei locali di Filadelfia e Phoenixville, per poi esibirsi nei tour di Hollertronix e M.I.A. e Beck. Il loro album di debutto, YoYoYoYoYo viene pubblicato nel 2006, ed il singolo Bump da esso estratto viene nominato brano dell'anno da radio Xfm London nel 2006. Bump viene anche utilizzato nella colonna sonora di Entourage.
Nel 2007 il gruppo ha firmato un nuovo contratto con l'etichetta Downtown Records, con cui nel 2007 pubblicato l'EP Bangers & Cash. Nel 2010 MC Spank Rock ha collaborato insieme a Kyle Falconer, cantante dei The View nel brano The Bike Song di Mark Ronson.

## Discografia

### Album in studio
- 2006 - YoYoYoYoYo

### Singoli
- 2005 - Put That Pussy on Me
- 2006 - Rick Rubin
- 2006 - Sweet Talk
- 2006 - Bump